# Frank Mill
Frank Mill (Essen, 23 luglio 1958 – Essen, 5 agosto 2025) è stato un calciatore tedesco, di ruolo attaccante.
Attaccante profilico, in carriera segnò 123 gol in Bundesliga e si laureò campione del mondo a Italia 1990 con la nazionale tedesca. Vinse inoltre un bronzo olimpico a Seul 1988.

## Carriera
Mill iniziò a giocare a sei anni nelle giovanili dell'Eintracht Essen, prima di passare nel 1972 al Rot-Weiss Essen. Nel 1976 firmò il suo primo contratto da professionista, sempre con il Rot-Weiss. I suoi tre gol in 19 presenze non bastarono ad impedire la retrocessione in 2. Bundesliga Nord, dove giocò per le successive quattro stagioni confermandosi come uno dei più promettenti attaccanti tedeschi.

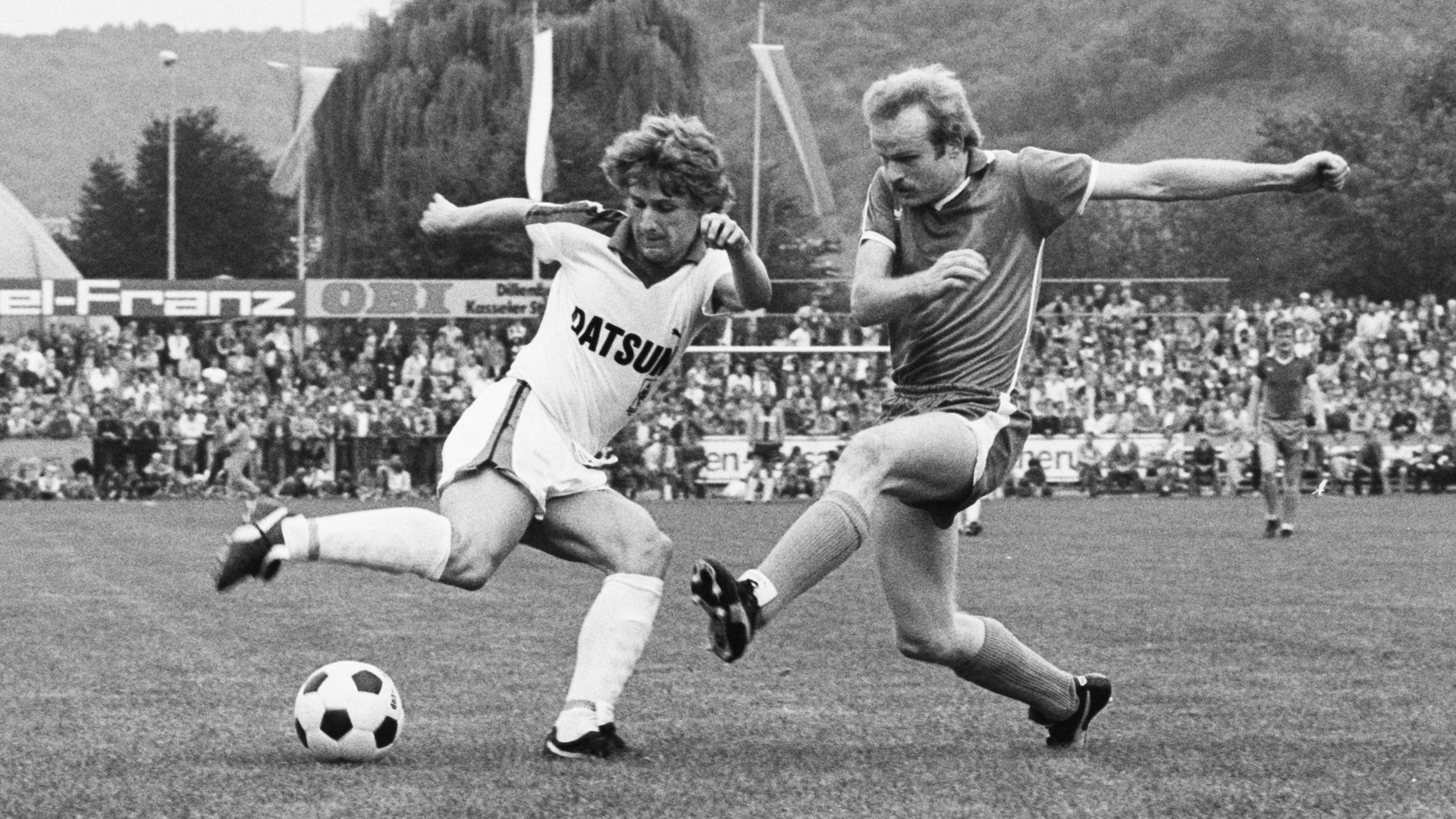
Frank Mill (left, Borussia Mönchengladbach, 1981)

La stagione della sua consacrazione fu quella del 1980-81, quando segnò 40 gol in 38 partite laureandosi capocannoniere e convincendo il manager Jupp Heynckes a puntare su di lui per l'attacco del Borussia Mönchengladbach. A Mönchengladbach confermò le sue doti di goleador con 14 gol nella prima stagione, che gli valsero anche la chiamata in nazionale da parte del c.t. Jupp Derwall per l'amichevole a Rio de Janeiro contro il Brasile.
Un brutto infortunio però bloccò la sua ascesa e gli impedì di essere convocato per il campionato del mondo 1982 e lo tenne fuori anche per buona parte della stagione successiva. Nel 1983-84 tornò in piena forma e con 19 gol portò i bianconeri a sfiorare il titolo, perso all'ultima giornata per via della differenza reti. Nel 1984 fece parte della rappresentativa tedesca alle Olimpiadi di Los Angeles e l'anno successivo fu ceduto al Borussia Dortmund per 1,3 milioni di marchi.
L'arrivo di Mill fu salutare per il Dortmund che nel 1986 ottenne un quarto posto e la qualificazione alla Coppa UEFA, dopo un periodo di scarsi risultati. Grazie ai suoi gol Mill si guadagnò la fascia di capitano, diventando un idolo del pubblico del Westfalenstadion. Nel 1988 prese parte agli Europei e alle olimpiadi di Seul con la nazionale tedesca, dove vinse una medaglia di bronzo.
Il numero dei gol a stagione di Mill iniziò a diminuire, ma questo non impedì a Franz Beckenbauer di convocarlo per i mondiali di Italia '90 come quarto attaccante, dietro a Rudi Völler, Jürgen Klinsmann e Karlheinz Riedle. Con il passare degli anni, tuttavia, Mill si trasformò da goleador implacabile a uomo assist, ma nonostante il suo nuovo ruolo si ritrovò sempre più ai margini del Borussia Dortmund. Nel 1991 con l'arrivo di Ottmar Hitzfeld, perse definitivamente il posto da titolare in favore di Stéphane Chapuisat e Flemming Povlsen.
Nel 1994 accettò l'offerta del Fortuna Düsseldorf in Zweite Bundesliga. Giocò per altre due stagioni, nella prima contribuendo con cinque gol all'immediata risalita in Bundesliga, mentre nella seconda fu meno incisivo con soli due gol in 28 presenze. Dopo il ritiro il Fortuna Düsseldorf gli offrì un ruolo da manager, che Mill fu in seguito costretto ad abbandonare per gli scarsi risultati ottenuti.

## Statistiche

### Cronologia presenze e reti in nazionale
| Cronologia completa delle presenze e delle reti in nazionale ― Germania Ovest | Cronologia completa delle presenze e delle reti in nazionale ― Germania Ovest | Cronologia completa delle presenze e delle reti in nazionale ― Germania Ovest | Cronologia completa delle presenze e delle reti in nazionale ― Germania Ovest | Cronologia completa delle presenze e delle reti in nazionale ― Germania Ovest | Cronologia completa delle presenze e delle reti in nazionale ― Germania Ovest | Cronologia completa delle presenze e delle reti in nazionale ― Germania Ovest | Cronologia completa delle presenze e delle reti in nazionale ― Germania Ovest |
| Data                                                                          | Città                                                                         | In casa                                                                       | Risultato                                                                     | Ospiti                                                                        | Competizione                                                                  | Reti                                                                          | Note                                                                          |
| ----------------------------------------------------------------------------- | ----------------------------------------------------------------------------- | ----------------------------------------------------------------------------- | ----------------------------------------------------------------------------- | ----------------------------------------------------------------------------- | ----------------------------------------------------------------------------- | ----------------------------------------------------------------------------- | ----------------------------------------------------------------------------- |
| 21-3-1982                                                                     | Rio de Janeiro                                                                | Brasile                                                                       | 1 – 0                                                                         | Germania Ovest                                                                | Amichevole                                                                    | -                                                                             | 85’                                                                           |
| 24-3-1982                                                                     | Buenos Aires                                                                  | Argentina                                                                     | 1 – 1                                                                         | Germania Ovest                                                                | Amichevole                                                                    | -                                                                             | 68’                                                                           |
| 14-4-1982                                                                     | Colonia                                                                       | Germania Ovest                                                                | 2 – 1                                                                         | Cecoslovacchia                                                                | Amichevole                                                                    | -                                                                             | 46’                                                                           |
| 12-9-1984                                                                     | Düsseldorf                                                                    | Germania Ovest                                                                | 1 – 3                                                                         | Argentina                                                                     | Amichevole                                                                    | -                                                                             | 73’                                                                           |
| 29-1-1985                                                                     | Amburgo                                                                       | Germania Ovest                                                                | 0 – 1                                                                         | Ungheria                                                                      | Amichevole                                                                    | -                                                                             | 63’                                                                           |
| 12-6-1985                                                                     | Città del Messico                                                             | Germania Ovest                                                                | 0 – 3                                                                         | Inghilterra                                                                   | Amichevole                                                                    | -                                                                             | 73’                                                                           |
| 15-6-1985                                                                     | Città del Messico                                                             | Messico                                                                       | 2 – 0                                                                         | Germania Ovest                                                                | Amichevole                                                                    | -                                                                             |                                                                               |
| 12-3-1986                                                                     | Francoforte sul Meno                                                          | Germania Ovest                                                                | 2 – 0                                                                         | Brasile                                                                       | Amichevole                                                                    | -                                                                             | 79’                                                                           |
| 14-5-1986                                                                     | Dortmund                                                                      | Germania Ovest                                                                | 3 – 1                                                                         | Paesi Bassi                                                                   | Amichevole                                                                    | -                                                                             | 75’                                                                           |
| 4-6-1988                                                                      | Brema                                                                         | Germania Ovest                                                                | 1 – 1                                                                         | Jugoslavia                                                                    | Amichevole                                                                    | -                                                                             | 46’                                                                           |
| 14-6-1988                                                                     | Gelsenkirchen                                                                 | Germania Ovest                                                                | 2 – 0                                                                         | Danimarca                                                                     | Euro 1988 - 1º turno                                                          | -                                                                             | 74’                                                                           |
| 17-6-1988                                                                     | Monaco di Baviera                                                             | Germania Ovest                                                                | 2 – 0                                                                         | Spagna                                                                        | Euro 1988 - 1º turno                                                          | -                                                                             | 85’                                                                           |
| 21-6-1988                                                                     | Amburgo                                                                       | Germania Ovest                                                                | 1 – 2                                                                         | Paesi Bassi                                                                   | Euro 1988 - Semifinali                                                        | -                                                                             | 79’                                                                           |
| 19-10-1988                                                                    | Monaco di Baviera                                                             | Germania Ovest                                                                | 0 – 0                                                                         | Paesi Bassi                                                                   | Qual. Mondiali 1990                                                           | -                                                                             | 67’                                                                           |
| 4-10-1989                                                                     | Dortmund                                                                      | Germania Ovest                                                                | 6 – 1                                                                         | Finlandia                                                                     | Qual. Mondiali 1990                                                           | -                                                                             | 81’                                                                           |
| 26-5-1990                                                                     | Düsseldorf                                                                    | Germania Ovest                                                                | 1 – 0                                                                         | Cecoslovacchia                                                                | Amichevole                                                                    | -                                                                             | 76’                                                                           |
| 30-5-1990                                                                     | Gelsenkirchen                                                                 | Germania Ovest                                                                | 1 – 0                                                                         | Danimarca                                                                     | Amichevole                                                                    | -                                                                             | 67’                                                                           |
| Totale                                                                        |                                                                               | Presenze                                                                      | 17                                                                            |                                                                               | Reti                                                                          | 0                                                                             |                                                                               |

## Palmarès

### Club
- Coppa di Germania: 1

Borussia Dortmund: 1988-1989

### Nazionale
- Campionato mondiale: 1

Italia 1990
- Bronzo olimpico: 1

Seul 1988